# Comparettia amboroensis
Comparettia amboroensis är en orkidéart som först beskrevs av Roberto Vásquez och Dodson, och fick sitt nu gällande namn av Mark W. Chase och Norris Hagan Williams. Comparettia amboroensis ingår i släktet Comparettia, och familjen orkidéer.
Artens utbredningsområde är Bolivia. Inga underarter finns listade i Catalogue of Life.